# Clasificación académica de universidades de España
La Clasificación académica de universidades o ranking académico de universidades consiste en clasificaciones ordenadas que enumeran a las universidades e instituciones de educación superior y de investigación de acuerdo con una metodología científica de tipo bibliométrico que incluye criterios objetivos medibles y reproducibles; por ello el nombre de «académica».

## Clasificaciones académicas

### Ranking de la Universidad Jiao Tong de Shanghái
Es una de las clasificaciones más conocidas a nivel mundial. Se trata de un listado recopilado por un grupo de especialistas en bibliometría de la Universidad Jiao Tong de Shanghái en China. Este listado incluye las mayores instituciones de educación superior del mundo y están ordenadas de acuerdo con una fórmula que tiene en cuenta el número de galardonados con el Premio Nobel (10 %), los ganadores de la Medalla Fields (20 %), el número de investigadores altamente citados en 21 temas generales (20 %), el número de artículos publicados en las revista científicas Science y Nature (20 %), el impacto de los trabajos académicos registrados en los índices del Science Citation Index (20 %) y el «tamaño» (el rendimiento per capita) de la institución.
En 2024 había 10 universidades españolas entre las 500 mejores del mundo según el Ranking Académico de las Universidades del Mundo:
| Universidad                           | 2011[3] | 2012[4] | 2013[5] | 2014[6]     | 2015[7]     | 2020[8]      |
| ------------------------------------- | ------- | ------- | ------- | ----------- | ----------- | ------------ |
| Universidad de Barcelona              | 3       | 3       | 4       | 1 (151-200) | 1 (151-200) | 1 (151-200)  |
| Universidad Autónoma de Barcelona     | 5       | 4       | 1       | 2 (201-300) | 2 (201-300) | 2 (201-300)  |
| Universidad Complutense de Madrid     | 2       | 2       | 3       | 5 (301-400) | 2 (201-300) | 2 (201-300)  |
| Universidad de Granada                | 7       | 7       | 6       | 5 (301-400) | 6 (301-400) | 2 (201-300)  |
| Universidad de Valencia               | 4       | 6       | 8       | 2 (201-300) | 6 (301-400) | 2 (201-300)  |
| Universidad Autónoma de Madrid        | 1       | 1       | 2       | 2 (201-300) | 2 (201-300) | 6 (301-400)  |
| Universidad del País Vasco            | —       | 10      | 9       | 9 (401-500) | 9 (401-500) | 6 (301-400)  |
| Universidad Politécnica de Valencia   | 6       | 5       | 5       | 5 (301-400) | 6 (301-400) | 6 (301-400)  |
| Universidad Pompeu Fabra              | 8       | 8       | 7       | 5 (301-400) | 2 (201-300) | 6 (301-400)  |
| Universidad de Oviedo                 | —       | —       | —       | —           | —           | 10 (401-500) |
| Universidad de Santiago de Compostela | 9       | —       | —       | 9 (401-500) | 9 (401-500) | 10 (401-500) |
| Universidad de Sevilla                | —       | —       | —       | —           | 9 (401-500) | 10 (401-500) |
| Universidad de Zaragoza               | 11      | 11      | 10      | 9 (401-500) | 9 (401-500) | 10 (401-500) |
| Universidad Politécnica de Cataluña   | —       | —       | —       | 9 (401-500) | 9 (401-500) | —            |
| Universidad de Vigo                   | 10      | 9       | —       | —           | —           | —            |
| Total                                 | 11      | 11      | 10      | 12          | 13          | 13           |

### Ranking Webometrics del CSIC
Esta clasificación la produce el Centro de Información y Documentación del Consejo Superior de Investigaciones Científicas (CSIC) de España. El CINDOC actúa como un observatorio de ciencia y tecnología disponible en la internet. La clasificación se construye a partir de una base de datos que incluye alrededor de 11 000 universidades y más de 5 000 centros de investigación. La clasificación muestra a las 3 000 instituciones mejor colocadas. La metodología bibliométrica tiene en cuenta el volumen de contenidos publicados en la web y la visibilidad y el impacto de estos contenidos de acuerdo con los enlaces externos que apuntan hacia sus sitios web. Esta metodología está basada en el llamado «Factor-G», que evalúa objetivamente la importancia de la institución dentro de la red social de sitios de universidades en el mundo.
| Universidad                           | España | Mundo |
| ------------------------------------- | ------ | ----- |
| Universidad de Barcelona              | 1      | 141   |
| Universidad Complutense de Madrid     | 2      | 205   |
| Universidad de Valencia               | 3      | 209   |
| Universidad de Granada                | 4      | 209   |
| Universidad Autónoma de Madrid        | 5      | 240   |
| Universidad Autónoma de Barcelona     | 6      | 247   |
| Universidad Politécnica de Cataluña   | 7      | 249   |
| Universidad Politécnica de Madrid     | 8      | 283   |
| Universidad de Sevilla                | 9      | 287   |
| Universidad Politécnica de Valencia   | 10     | 296   |
| Universidad Pompeu Fabra              | 11     | 334   |
| Universidad de Zaragoza               | 12     | 342   |
| Universidad de Murcia                 | 13     | 415   |
| Universidad de Santiago de Compostela | 14     | 424   |
| Universidad del País Vasco            | 15     | 431   |
| Universidad de Málaga                 | 16     | 467   |
| Universidad de Castilla-La Mancha     | 17     | 491   |
| Universidad de Oviedo                 | 18     | 493   |
| Universidad de Alicante               | 19     | 494   |
| Universidad Carlos III de Madrid      | 20     | 495   |

## Clasificaciones parcialmente académicas
Estas clasificaciones son producto de apreciaciones subjetivas y no están basadas obligatoriamente en métodos bibliométricos o científicos claros sino que reflejan muchas veces los promedios de las opiniones de encuestados, que pueden ser individuos no necesariamente con títulos académicos o con conocimiento del conjunto de las universidades del mundo. Muchas veces estos estudios se publican por encargo de las propias universidades con el objetivo de realizar publicidad en las épocas de los registros en las universidades. Uno de los más conocidos de estos estudios es el «U.S. News & World Report College and University rankings» que ha recibido todo tipo de críticas por ser subjetivo y predecible. En la voz del San Francisco Chronicle, «la mejor universidad estadounidense de acuerdo con este tipo de estudios es la más rica». Estos estudios también han sido criticados por una plétora de instituciones entre las que destacan la Universidad de Stanford, el New York Times.
En España, fue, por primera vez, la publicación «Gaceta Universitaria» la que publicó el I Ranking de Universidades Españolas. Estaba dirigido por el catedrático de la Universidad de Barcelona Jesús M. de Miguel. Actualmente, en España, publicaciones con clasificaciones de este tipo las produce el diario El Mundo.

### QS World University Rankings
Un ranking elaborado en su mayor parte por opiniones de académicos es el Ranking QS de Universidades del Mundo. Este ranking incluye a las mejores 700 universidades y se publica anualmente desde 2011 por la compañía británica Quacquarelli Symonds. La edición de 2018 recoge 23 universidades españolas:
| Universidad                             | España | Mundo    |
| --------------------------------------- | ------ | -------- |
| Universidad de Barcelona                | 1      | 156      |
| Universidad Autónoma de Madrid          | 2      | 187      |
| Universidad Autónoma de Barcelona       | 3      | =195     |
| Universidad Complutense de Madrid       | 4      | 233      |
| Universidad de Navarra                  | 5      | =270     |
| Universidad Politécnica de Cataluña     | 6      | 275      |
| Universidad Carlos III de Madrid (UC3M) | 7      | 281      |
| Universidad Pompeu Fabra                | 8      | =296     |
| Universidad Politécnica de Valencia     | 9      | =373     |
| Universidad de Zaragoza                 | 10     | 461-470  |
| Universidad Politécnica de Madrid       | 11     | 491-500  |
| Universidad de Granada                  | 12     | 501-550  |
| Universidad de Alcalá                   | 13     | 551-600  |
| Universidad de Valencia                 | 14     | 551-600  |
| Universidad de Salamanca                | 15     | 601-650  |
| Universidad de Sevilla                  | 16     | 601-650  |
| Universidad de Santiago de Compostela   | 17     | 601-650  |
| Universidad del País Vasco              | 18     | 651-700  |
| Universidad de Castilla-La Mancha       | 19     | 801-1000 |
| Universidad de Murcia                   | 20     | 801-1000 |
| Universidad de Oviedo                   | 21     | 801-1000 |
| Universidad Rey Juan Carlos             | 22     | 801-1000 |
| Universidad de La Coruña                | 23     | 801-1000 |